# Friedrich Justinian von Günderrode (Jurist, 1747)
Friedrich Justinian Freiherr von Günderrode gen. von Kellner (* 8. November 1747 in Gießen; † 16. Mai 1785 in Karlsruhe) war ein deutscher Jurist, Hofjunker und Kammerherr.

## Leben

### Herkunft und Familie
Friedrich Justinian entstammte der alten Frankfurter Patrizierfamilie Günderrode und war der Sohn des Geheimrats und Schriftstellers Johann Maximilian von Günderrode (1713–1784) und dessen Gemahlin Susanna Maria von Kellner (1721–1757) und wuchs zusammen mit seinen Geschwistern Philipp Maximilian (1745–1814), August Christian (1749–1782) und Hector Wilhelm von Günderrode (1755–1786, Schriftsteller) auf.

### Wirken
Friedrich Justinian studierte zusammen mit seinem Bruder Philipp Maximilian an der Universität Straßburg und der Universität Utrecht Rechts- und Staatswissenschaften. Am Nordturm des Straßburger Münsters wurde sein Name eingemeißelt.
Er wurde Hofjunker und Lieutenant zu Hanau, kam an den Württemberger Hof und war hier Rittmeister und im Jahre 1773 Kammerherr. 1776 wechselte er als Oberstallmeister zum Fürsten zu Nassau-Weilburg und blieb hier bis zu seinem Weggang zum Hof in Baden-Baden, wo er Kammerherr und Hof- und Regierungsrat wurde. Als Schriftsteller beschäftigte er sich mit der Reitkunst und Pferdezucht.
1778 wurde er Besitzer des von-Kellner’schen Fideikommisses in Frankfurt am Main. Damit verbunden war die Aufnahme des neuen Namens „von Günderrode gen. von Kellner“.

### Werke (Auswahl)
- 1778 Über die Physiognomie der Pferde
- 1778 Allgemein der Menschenspiegel
- 1781 Briefe eines Reisenden über den gegenwärtigen Zustand von Kassel
- 1781 Beschreibung einer Reise durch den kleinen Teil des Schwarzwaldes, welcher Gesundbrunnen, Bäder und die Handelsstadt Calb enthält
- 1784 Ludwig der Friedsame, Landgraf von Hessen
- 1781 Marianne; ein Drama in 1 Aufzug, Digitalisat
- 1781 Die gelehrte Frau, ein Drama in einem Aufzug, Digitalisat